# Čeligoj
Čeligoj je priimek več znanih Slovencev:
- Andreja Čeligoj, oblikovalka in ilustratorka
- Metka Čeligoj, BBC
- Tina Čeligoj, jadralka
- Tomaž Čeligoj, arhitekt
- Vladimir Čeligoj (*1954), politik in zgodovinar
- Vojko Čeligoj (*1938), častnik, politik, lokalni zgodovinar, numizmatik